# Coppa del Mondo di snowboard 2017
La stagione della Coppa del Mondo di snowboard 2017è la ventitreesima edizione della manifestazione organizzata dalla Federazione Internazionale Sci; è iniziata il 12 novembre 2016 a Milano, in Italia, e si è conclusa il 26 marzo 2017 a Veysonnaz, in Svizzera.
Sia in campo maschile che in campo femminile sono state assegnate due Coppe del Mondo generali: una per il parallelo (che comprende le discipline slalom e gigante parallelo) e una per il freestyle (che comprende halfpipe, big air e slopestyle). Vengono assegnate dodici coppe di specialità, sei maschili (slalom parallelo, gigante parallelo, snowboard cross, halfpipe, big air e slopestyle) e altrettante femminili;  è stata inoltre assegnato il titolo delle FIS Super Series, basato sui risultati di tre tappe - Milano, Mönchengladbach, Québec - del calendario del big air.
In campo maschile l'austriaco Andreas Prommegger si è aggiudicato la Coppa di parallelo, il cui detentore uscente era il bulgaro Radoslav Jankov. Il canadese Mark McMorris si è invece aggiudicato la Coppa di freestyle, il detentore uscente era il giapponese Ryō Aono.
In campo femminile la ceca Ester Ledecká si è aggiudicata la Coppa di parallelo, che già deteneva. L'austriaca Anna Gasser ha vinto la coppa di freestyle, che era detenuta dalla statunitense Jamie Anderson.

## Uomini

### Risultati
| Data             | Località             | Nazione          | Spec.            | Primo                              | Secondo                            | Terzo                              |
| ---------------- | -------------------- | ---------------- | ---------------- | ---------------------------------- | ---------------------------------- | ---------------------------------- |
| 12 novembre 2016 | Milano               | Italia           | BA               | Marcus Kleveland                   | Seppe Smits                        | Mark McMorris                      |
| 14 novembre 2016 | Alpensia             | Corea del Sud    | BA               | Mark McMorris                      | Max Parrot                         | Ryan Stassel                       |
| 3 dicembre 2016  | Mönchengladbach      | Germania         | BA               | Roope Tonteri                      | Jonas Bösiger                      | Billy Morgan                       |
| 15 dicembre 2016 | Carezza              | Italia           | PGS              | Benjamin Karl                      | Tiarn Collins                      | Torgeir Bergrem                    |
| 16 dicembre 2016 | Montafon             | Austria          | SBX              | Hagen Kearney                      | Omar Visintin                      | Alex Pullin                        |
| 16 dicembre 2016 | Cooper               | Stati Uniti      | HP               | Patrick Burgener                   | Jurij Podladčikov                  | Chase Josey                        |
| 17 dicembre 2016 | Cooper               | Stati Uniti      | BA               | Max Parrot                         | Sébastien Toutant                  | Ryan Stassel                       |
| 17 dicembre 2016 | Cortina d'Ampezzo    | Italia           | PSL              | Andrej Sobolev                     | Roland Fischnaller                 | Benjamin Karl                      |
| 7 gennaio 2017   | Mosca                | Russia           | BA               | Vlad Khadarin                      | Antoine Truchon                    | Fridtjof Tischendorf               |
| 10 gennaio 2017  | Bad Gastein          | Austria          | PSL              | Christoph Mick                     | Kaspar Flütsch                     | Andreas Prommegger                 |
| 14 gennaio 2017  | Kreischberg          | Austria          | SBS              | Mons Røisland                      | Ryan Stassel                       | Redmond Gerard                     |
| 20 gennaio 2017  | Laax                 | Svizzera         | SBS              | Max Parrot                         | Mark McMorris                      | Tyler Nicholson                    |
| 21 gennaio 2017  | Laax                 | Svizzera         | HP               | Chase Josey                        | Scotty James                       | Jurij Podladčikov                  |
| 21 gennaio 2017  | Solitude             | Stati Uniti      | SBX              | Alessandro Hämmerle                | Omar Visintin                      | Alex Deibold                       |
| 27 gennaio 2017  | Alpe di Siusi        | Italia           | SBS              | Seppe Smits                        | Jamie Nicholls                     | Sebbe De Buck                      |
| 28 gennaio 2017  | Rogla                | Slovenia         | PGS              | Nevin Galmarini                    | Radoslav Jankov                    | Žan Košir                          |
| 3 febbraio 2017  | Bansko               | Bulgaria         | PGS              | Radoslav Jankov                    | Nevin Galmarini                    | Benjamin Karl                      |
| 4 febbraio 2017  | Bansko               | Bulgaria         | SBX              | Alessandro Hämmerle                | Pierre Vaultier                    | Baptiste Brochu                    |
| 5 febbraio 2017  | Bansko               | Bulgaria         | PGS              | Sylvain Dufour                     | Radoslav Jankov                    | Stefan Baumeister                  |
| 5 febbraio 2017  | Mammoth Mountain     | Stati Uniti      | SBS              | Redmond Gerard                     | Kyle Mack                          | Dylan Thomas                       |
| 5 febbraio 2017  | Mammoth Mountain     | Stati Uniti      | HP               | Shaun White                        | Ryan Wachendorfer                  | Louie Vito                         |
| 11 febbraio 2017 | Québec               | Canada           | BA               | Mark McMorris                      | Max Parrot                         | Anton Mamaev                       |
| FIS Super Series | FIS Super Series     | FIS Super Series | FIS Super Series | Mark McMorris                      | Seppe Smits                        | Marcus Kleveland                   |
| 11 febbraio 2017 | Feldberg             | Germania         | SBX              | Pierre Vaultier                    | Lucas Eguibar                      | Omar Visintin                      |
| 12 febbraio 2017 | Québec               | Canada           | SBS              | Sébastien Toutant                  | Mark McMorris                      | Marcus Kleveland                   |
| 12 febbraio 2017 | Feldberg             | Germania         | SBX              | Alex Pullin                        | Jarryd Hughes                      | Alessandro Hämmerle                |
| 12 febbraio 2017 | Bokwang Phoenix Park | Corea del Sud    | PGS              | Andreas Prommegger                 | Sebastian Kislinger                | Aaron March                        |
| 19 febbraio 2017 | Bokwang Phoenix Park | Corea del Sud    | HP               | Scotty James                       | Shaun White                        | Zhang Yiwei                        |
| 25 febbraio 2017 | Mosca                | Russia           | PSL              | Annullata per motivi organizzativi | Annullata per motivi organizzativi | Annullata per motivi organizzativi |
| 5 marzo 2017     | La Molina            | Spagna           | SBX              | Pierre Vaultier                    | Lukas Pachner                      | Nick Baumgartner                   |
| 5 marzo 2017     | Kayseri              | Turchia          | PGS              | Andreas Prommegger                 | Lee Sang-ho                        | Choi Bo-gun                        |
| 18 marzo 2017    | Winterberg           | Germania         | PSL              | Stefan Baumeister                  | Aaron March                        | Alexander Payer                    |
| 25 marzo 2017    | Veysonnaz            | Svizzera         | SBX              | Pierre Vaultier                    | Alex Deibold                       | Alex Pullin                        |
| 25 marzo 2017    | Špindlerův Mlýn      | Rep. Ceca        | SBS              | Chris Corning                      | Fridtjof Tischendorf               | Jamie Nicholls                     |

Legenda: 

PGS = Slalom gigante parallelo 

PSL = Slalom parallelo 

SBX = Snowboard cross 

SBS = Slopestyle 

HP = Halfpipe 

BA = Big air

### Classifiche

#### Generale parallelo
| Pos. | Nome               | Nazione       | Punti  |
| ---- | ------------------ | ------------- | ------ |
| 1    | Andreas Prommegger | Austria       | 4500   |
| 2    | Radoslav Jankov    | Bulgaria      | 4310   |
| 3    | Benjamin Karl      | Austria       | 3680   |
| 4    | Nevin Galmarini    | Svizzera      | 3566,5 |
| 5    | Lee Sang-ho        | Corea del Sud | 3280   |
| 6    | Aaron March        | Italia        | 2786   |
| 7    | Stefan Baumeister  | Germania      | 2680   |
| 8    | Dario Caviezel     | Svizzera      | 2524   |
| 9    | Roland Fischnaller | Italia        | 2490   |
| 10   | Christoph Mick     | Italia        | 2318   |

#### Generale freestyle

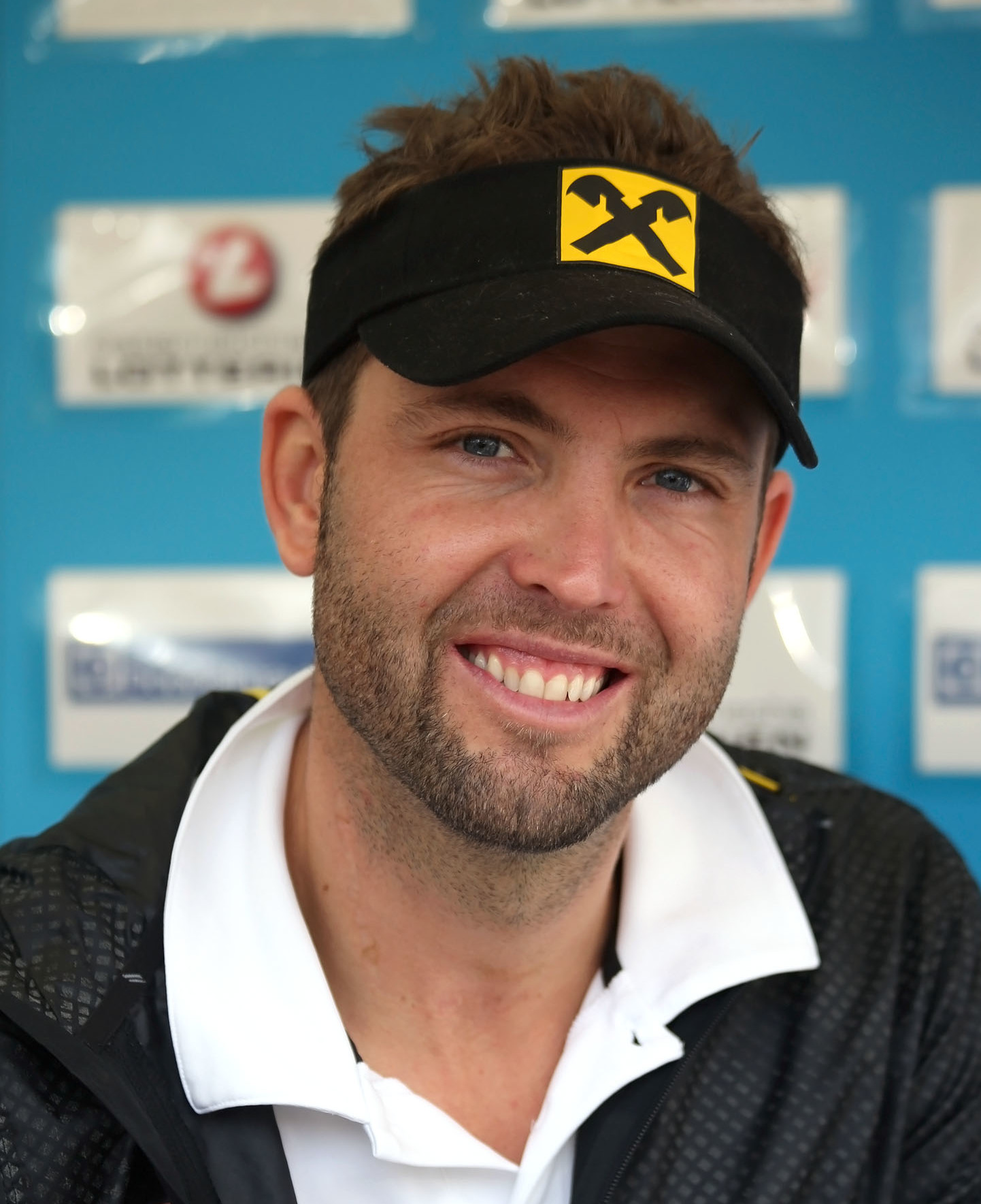
Andreas Prommegger nel 2013

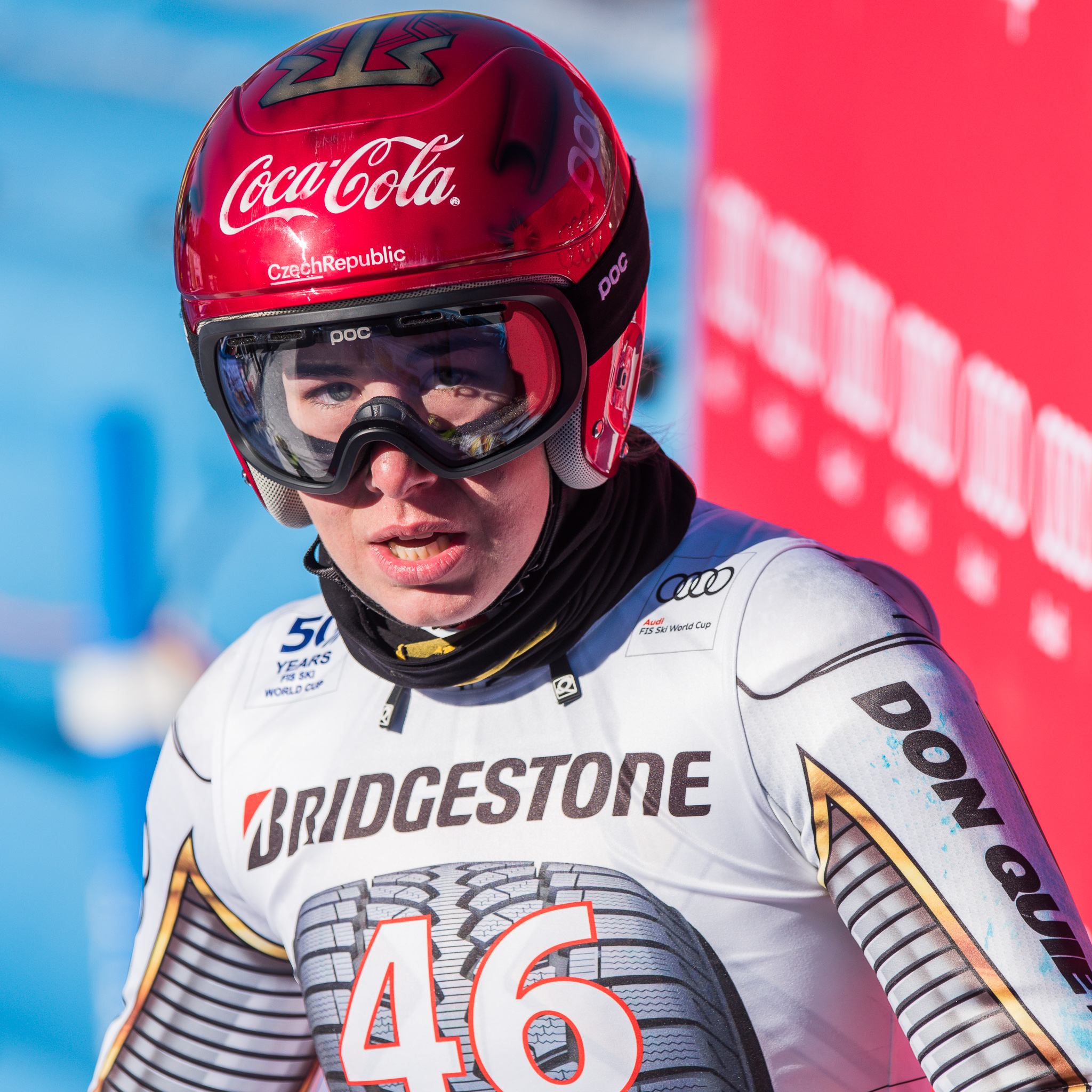
Ester Ledecká nel 2017

| Pos. | Nome              | Nazione     | Punti  |
| ---- | ----------------- | ----------- | ------ |
| 1    | Mark McMorris     | Canada      | 4200   |
| 2    | Max Parrot        | Canada      | 3617,6 |
| 3    | Seppe Smits       | Belgio      | 3320   |
| 4    | Redmond Gerard    | Stati Uniti | 2900   |
| 5    | Scotty James      | Australia   | 2700   |
| 6    | Ryan Stassel      | Stati Uniti | 2520   |
| 7    | Sébastien Toutant | Canada      | 2415,2 |
| 8    | Marcus Kleveland  | Norvegia    | 2337,9 |
| 9    | Chase Josey       | Stati Uniti | 2360   |
| 10   | Chris Corning     | Stati Uniti | 2279,4 |

#### Slalom parallelo
| Pos. | Nome               | Nazione  | Punti |
| ---- | ------------------ | -------- | ----- |
| 1    | Aaron March        | Italia   | 1560  |
| 1    | Stefan Baumeister  | Germania | 1440  |
| 3    | Christoph Mick     | Italia   | 1410  |
| 4    | Roland Fischnaller | Italia   | 1350  |
| 5    | Andreas Prommegger | Austria  | 1200  |

#### Gigante parallelo
| Pos. | Nome               | Nazione       | Punti  |
| ---- | ------------------ | ------------- | ------ |
| 1    | Radoslav Jankov    | Bulgaria      | 3630   |
| 2    | Andreas Prommegger | Austria       | 3300   |
| 3    | Benjamin Karl      | Austria       | 2920   |
| 4    | Nevin Galmarini    | Svizzera      | 2718,5 |
| 5    | Lee Sang-ho        | Corea del Sud | 2470   |

#### Snowboard cross
| Pos. | Nome                | Nazione     | Punti  |
| ---- | ------------------- | ----------- | ------ |
| 1    | Pierre Vaultier     | Francia     | 4450   |
| 2    | Omar Visintin       | Italia      | 3920   |
| 3    | Alessandro Hämmerle | Austria     | 3404,6 |
| 4    | Alex Pullin         | Australia   | 3390   |
| 5    | Hagen Kearney       | Stati Uniti | 2580   |

#### Halfpipe
| Pos. | Nome              | Nazione     | Punti |
| ---- | ----------------- | ----------- | ----- |
| 1    | Scotty James      | Australia   | 2700  |
| 2    | Chase Josey       | Stati Uniti | 2360  |
| 3    | Shaun White       | Stati Uniti | 1930  |
| 4    | Jurij Podladčikov | Svizzera    | 1660  |
| 5    | Patrick Burgener  | Svizzera    | 1610  |

#### Big air
| Pos. | Nome          | Nazione     | Punti  |
| ---- | ------------- | ----------- | ------ |
| 1    | Mark McMorris | Canada      | 2600   |
| 1    | Max Parrot    | Canada      | 2600   |
| 3    | Seppe Smits   | Belgio      | 2190   |
| 4    | Roope Tonteri | Finlandia   | 1768,8 |
| 5    | Ryan Stassel  | Stati Uniti | 1720   |

#### Slopestyle
| Pos. | Nome           | Nazione     | Punti |
| ---- | -------------- | ----------- | ----- |
| 1    | Redmond Gerard | Stati Uniti | 2460  |
| 2    | Jamie Nicholls | Regno Unito | 2040  |
| 3    | Mark McMorris  | Canada      | 1600  |
| 4    | Seppe Smits    | Belgio      | 1526  |
| 5    | Brock Crouch   | Stati Uniti | 1410  |

#### FIS Super Series

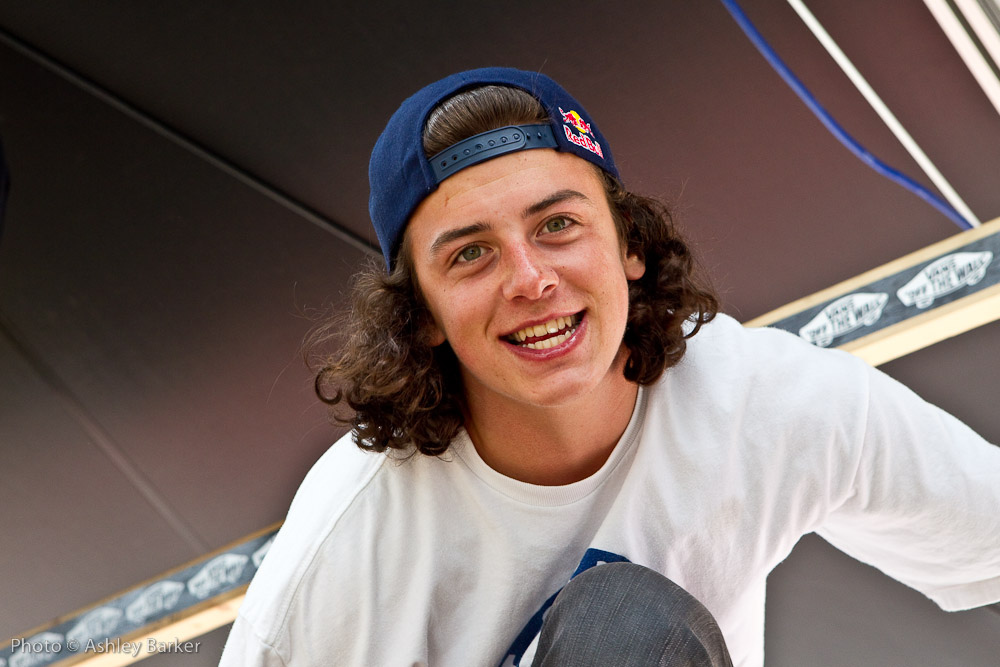
Mark McMorris

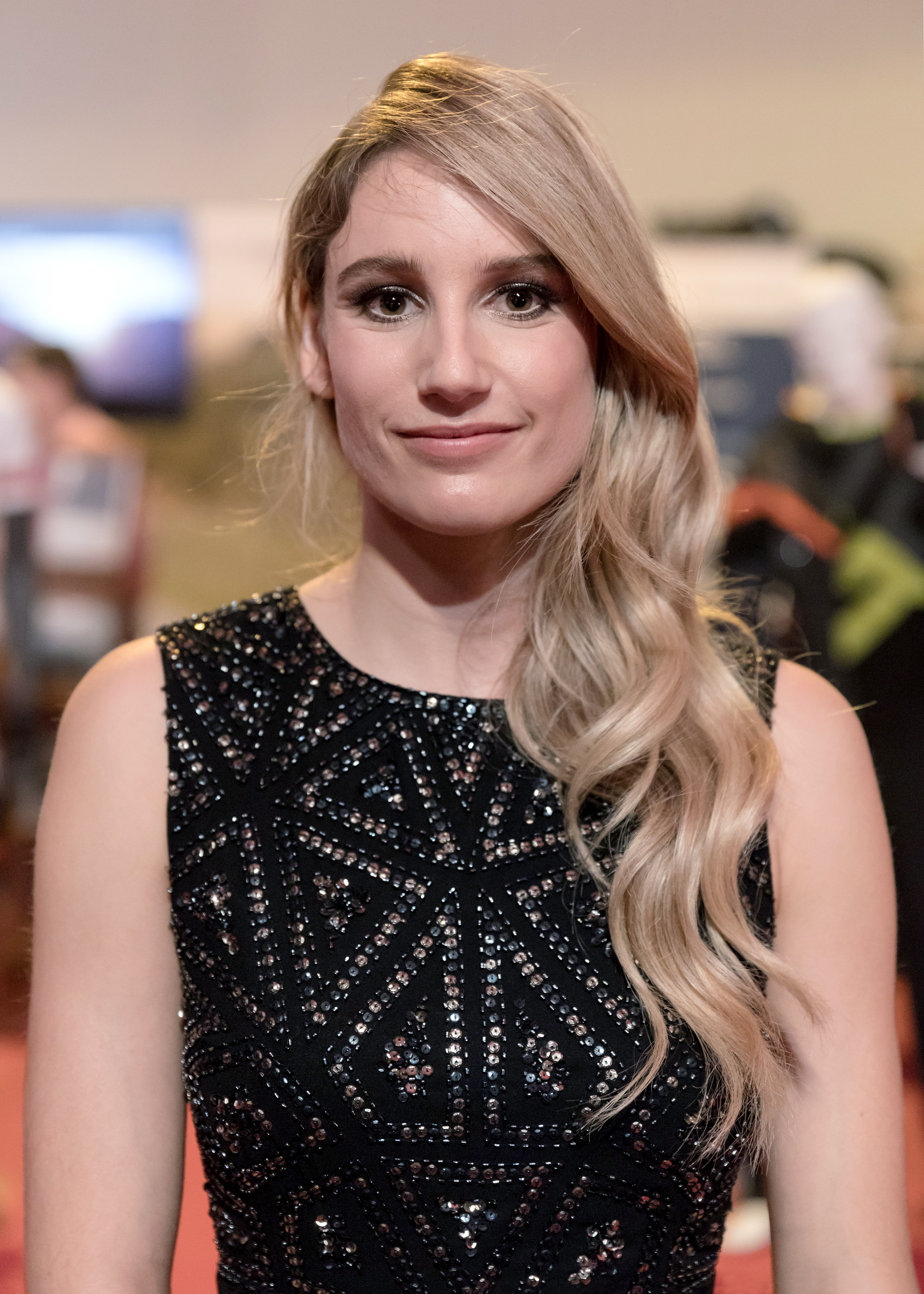
Anna Gasser nel 2017

| Pos. | Nome             | Nazione   | Punti |
| ---- | ---------------- | --------- | ----- |
| 1    | Mark McMorris    | Canada    | 1600  |
| 2    | Seppe Smits      | Belgio    | 1460  |
| 3    | Marcus Kleveland | Norvegia  | 1400  |
| 4    | Roope Tonteri    | Finlandia | 1220  |
| 5    | Anton Mamaev     | Russia    | 1130  |

## Donne

### Risultati
| Data             | Località             | Nazione          | Spec.            | Primo                              | Secondo                            | Terzo                              |
| ---------------- | -------------------- | ---------------- | ---------------- | ---------------------------------- | ---------------------------------- | ---------------------------------- |
| 12 novembre 2016 | Milano               | Italia           | BA               | Anna Gasser                        | Hailey Langland                    | Šárka Pančochová                   |
| 14 novembre 2016 | Alpensia             | Corea del Sud    | BA               | Anna Gasser                        | Julia Marino                       | Katie Ormerod                      |
| 3 dicembre 2016  | Mönchengladbach      | Germania         | BA               | Anna Gasser                        | Katie Ormerod                      | Miyabi Onitsuka                    |
| 15 dicembre 2016 | Carezza              | Italia           | PGS              | Ina Meschik                        | Ester Ledecká                      | Alëna Zavarzina                    |
| 16 dicembre 2016 | Montafon             | Austria          | SBX              | Belle Brockhoff                    | Chloé Trespeuch                    | Lindsey Jacobellis                 |
| 16 dicembre 2016 | Cooper               | Stati Uniti      | HP               | Chloe Kim                          | Liu Jiayu                          | Cai Xuetong                        |
| 17 dicembre 2016 | Cooper               | Stati Uniti      | BA               | Jamie Anderson                     | Enni Rukajärvi                     | Klaudia Medlová                    |
| 17 dicembre 2016 | Cortina d'Ampezzo    | Italia           | PSL              | Ester Ledecká                      | Daniela Ulbing                     | Nadya Ochner                       |
| 7 gennaio 2017   | Mosca                | Russia           | BA               | Katie Ormerod                      | Anna Gasser                        | Klaudia Medlová                    |
| 10 gennaio 2017  | Bad Gastein          | Austria          | PSL              | Daniela Ulbing                     | Michelle Dekker                    | Sabine Schöffmann                  |
| 14 gennaio 2017  | Kreischberg          | Austria          | SBS              | Anna Gasser                        | Sina Candrian                      | Silje Norendal                     |
| 20 gennaio 2017  | Laax                 | Svizzera         | SBS              | Enni Rukajärvi                     | Anna Gasser                        | Jamie Anderson                     |
| 21 gennaio 2017  | Laax                 | Svizzera         | HP               | Chloe Kim                          | Arielle Gold                       | Cai Xuetong                        |
| 21 gennaio 2017  | Solitude             | Stati Uniti      | SBX              | Eva Samková                        | Michela Moioli                     | Lindsey Jacobellis                 |
| 27 gennaio 2017  | Alpe di Siusi        | Italia           | SBS              | Enni Rukajärvi                     | Laurie Blouin                      | Sina Candrian                      |
| 28 gennaio 2017  | Rogla                | Slovenia         | PGS              | Ester Ledecká                      | Carolin Langenhorst                | Ina Meschik                        |
| 3 febbraio 2017  | Bansko               | Bulgaria         | PGS              | Patrizia Kummer                    | Julia Dujmovits                    | Ladina Jenny                       |
| 4 febbraio 2017  | Bansko               | Bulgaria         | SBX              | Belle Brockhoff                    | Eva Samková                        | Chloé Trespeuch                    |
| 5 febbraio 2017  | Bansko               | Bulgaria         | PGS              | Alëna Zavarzina                    | Patrizia Kummer                    | Tomoka Takeuchi                    |
| 5 febbraio 2017  | Mammoth Mountain     | Stati Uniti      | SBS              | Jamie Anderson                     | Hailey Langland                    | Julia Marino                       |
| 5 febbraio 2017  | Mammoth Mountain     | Stati Uniti      | HP               | Kelly Clark                        | Haruna Matsumoto                   | Hannah Teter                       |
| 11 febbraio 2017 | Québec               | Canada           | BA               | Anna Gasser                        | Julia Marino                       | Zoi Sadowski-Synnott               |
| FIS Super Series | FIS Super Series     | FIS Super Series | FIS Super Series | Anna Gasser                        | Katie Ormerod                      | Miyabi Onitsuka                    |
| 11 febbraio 2017 | Feldberg             | Germania         | SBX              | Michela Moioli                     | Belle Brockhoff                    | Meryeta O'Dine                     |
| 12 febbraio 2017 | Québec               | Canada           | SBS              | Julia Marino                       | Jamie Anderson                     | Brooke Voigt                       |
| 12 febbraio 2017 | Feldberg             | Germania         | SBX              | Eva Samková                        | Lindsey Jacobellis                 | Chloé Trespeuch                    |
| 12 febbraio 2017 | Bokwang Phoenix Park | Corea del Sud    | PGS              | Alëna Zavarzina                    | Patrizia Kummer                    | Julie Zogg                         |
| 19 febbraio 2017 | Bokwang Phoenix Park | Corea del Sud    | HP               | Kelly Clark                        | Liu Jiayu                          | Cai Xuetong                        |
| 25 febbraio 2017 | Mosca                | Russia           | PSL              | Annullata per motivi organizzativi | Annullata per motivi organizzativi | Annullata per motivi organizzativi |
| 5 marzo 2017     | La Molina            | Spagna           | SBX              | Michela Moioli                     | Eva Samková                        | Chloé Trespeuch                    |
| 5 marzo 2017     | Kayseri              | Turchia          | PGS              | Ester Ledecká                      | Tomoka Takeuchi                    | Ramona Hofmeister                  |
| 18 marzo 2017    | Winterberg           | Germania         | PSL              | Sabine Schöffmann                  | Ester Ledecká                      | Julia Dujmovits                    |
| 25 marzo 2017    | Veysonnaz            | Svizzera         | SBX              | Charlotte Bankes                   | Eva Samková                        | Michela Moioli                     |
| 25 marzo 2017    | Špindlerův Mlýn      | Rep. Ceca        | SBS              | Zoi Sadowski-Synnott               | Spencer O'Brien                    | Silvia Mittermüller                |

Legenda: 

PGS = Slalom gigante parallelo 

PSL = Slalom parallelo 

SBX = Snowboard cross 

SBS = Slopestyle 

HP = Halfpipe 

BA = Big air

### Classifiche

#### Generale parallelo
| Pos. | Nome                       | Nazione   | Punti |
| ---- | -------------------------- | --------- | ----- |
| 1    | Ester Ledecká              | Rep. Ceca | 4860  |
| 2    | Alëna Zavarzina            | Germania  | 4500  |
| 3    | Patrizia Kummer            | Svizzera  | 4060  |
| 4    | Sabine Schöffmann          | Austria   | 3470  |
| 5    | Ina Meschik                | Austria   | 3260  |
| 6    | Julia Dujmovits            | Austria   | 3170  |
| 7    | Ramona Theresia Hofmeister | Germania  | 3050  |
| 8    | Daniela Ulbing             | Austria   | 2950  |
| 9    | Claudia Riegler            | Austria   | 2890  |
| 10   | Julie Zogg                 | Svizzera  | 2680  |

#### Generale freestyle
| Pos. | Nome                 | Nazione       | Punti |
| ---- | -------------------- | ------------- | ----- |
| 1    | Anna Gasser          | Austria       | 5800  |
| 2    | Jamie Anderson       | Stati Uniti   | 4210  |
| 3    | Julia Marino         | Stati Uniti   | 4200  |
| 4    | Katie Ormerod        | Regno Unito   | 3610  |
| 5    | Enni Rukajärvi       | Finlandia     | 3160  |
| 6    | Chloe Kim            | Stati Uniti   | 3000  |
| 7    | Zoi Sadowski-Synnott | Nuova Zelanda | 2510  |
| 8    | Kelly Clark          | Stati Uniti   | 2500  |
| 9    | Liu Jiayu            | Cina          | 2500  |
| 10   | Hailey Langland      | Stati Uniti   | 2500  |

#### Slalom parallelo
| Pos. | Nome              | Nazione     | Punti |
| ---- | ----------------- | ----------- | ----- |
| 1    | Daniela Ulbing    | Austria     | 2300  |
| 2    | Ester Ledecká     | Rep. Ceca   | 2060  |
| 3    | Sabine Schöffmann | Svizzera    | 2000  |
| 4    | Michelle Dekker   | Paesi Bassi | 1226  |
| 5    | Julie Zogg        | Svizzera    | 1130  |

#### Gigante parallelo
| Pos. | Nome            | Nazione   | Punti |
| ---- | --------------- | --------- | ----- |
| 1    | Alëna Zavarzina | Russia    | 3900  |
| 2    | Patrizia Kummer | Svizzera  | 3460  |
| 3    | Ester Ledecká   | Rep. Ceca | 2800  |
| 4    | Ina Meschik     | Svizzera  | 2430  |
| 5    | Tomoka Takeuchi | Giappone  | 2420  |

#### Snowboard cross
| Pos. | Nome               | Nazione     | Punti |
| ---- | ------------------ | ----------- | ----- |
| 1    | Eva Samková        | Rep. Ceca   | 5170  |
| 2    | Michela Moioli     | Italia      | 4490  |
| 3    | Belle Brockhoff    | Australia   | 4060  |
| 4    | Chloé Trespeuch    | Francia     | 3740  |
| 5    | Lindsey Jacobellis | Stati Uniti | 3220  |

#### Halfpipe
| Pos. | Nome             | Nazione     | Punti |
| ---- | ---------------- | ----------- | ----- |
| 1    | Chloe Kim        | Stati Uniti | 3000  |
| 2    | Kelly Clark      | Stati Uniti | 2500  |
| 2    | Liu Jiayu        | Cina        | 2500  |
| 4    | Cai Xuetong      | Cina        | 1960  |
| 4    | Haruna Matsumoto | Giappone    | 1450  |

#### Big air
| Pos. | Nome            | Nazione     | Punti |
| ---- | --------------- | ----------- | ----- |
| 1    | Anna Gasser     | Austria     | 4800  |
| 2    | Katie Ormerod   | Regno Unito | 3350  |
| 3    | Julia Marino    | Stati Uniti | 2250  |
| 4    | Klaudia Medlová | Slovacchia  | 1880  |
| 5    | Jamie Anderson  | Stati Uniti | 1810  |

#### Slopestyle
| Pos. | Nome           | Nazione     | Punti  |
| ---- | -------------- | ----------- | ------ |
| 1    | Jamie Anderson | Stati Uniti | 2400   |
| 2    | Julia Marino   | Stati Uniti | 2215   |
| 3    | Anna Gasser    | Austria     | 2200   |
| 4    | Enni Rukajärvi | Finlandia   | 2000   |
| 5    | Aimee Fuller   | Regno Unito | 1648,5 |

#### FIS Super Series
| Pos. | Nome             | Nazione     | Punti |
| ---- | ---------------- | ----------- | ----- |
| 1    | Anna Gasser      | Austria     | 3000  |
| 2    | Katie Ormerod    | Regno Unito | 1300  |
| 3    | Miyabi Onitsuka  | Giappone    | 1000  |
| 4    | Šárka Pančochová | Rep. Ceca   | 980   |
| 5    | Aimee Fuller     | Regno Unito | 970   |

## A squadre

### Risultati
| Data             | Località    | Nazione     | Spec.   | Primo                                           | Secondo                                        | Terzo                                            |
| ---------------- | ----------- | ----------- | ------- | ----------------------------------------------- | ---------------------------------------------- | ------------------------------------------------ |
| 18 dicembre 2016 | Montafon    | Austria     | SBX M   | Spagna I Regino Hernández Lucas Eguibar         | Italia I Omar Visintin Emanuel Perathoner      | Stati Uniti II Alex Deibold Nick Baumgartner     |
| 18 dicembre 2016 | Montafon    | Austria     | SBX F   | Francia I Nelly Moenne-Loccoz Chloé Trespeuch   | Italia I Raffaella Brutto Michela Moioli       | Francia II Manon Petit-Lenoir Charlotte Bankes   |
| 11 gennaio 2017  | Bad Gastein | Austria     | PSL M/F | Austria I Daniela Ulbing Benjamin Karl          | Svizzera II Patrizia Kummer Nevin Galmarini    | Austria III Claudia Riegler Andreas Prommegger   |
| 22 gennaio 2017  | Solitude    | Stati Uniti | SBX M   | Italia I Luca Matteotti Emanuel Perathoner      | Austria II Julian Lüftner Lukas Pachner        | Stati Uniti I Nate Holland Alex Deibold          |
| 22 gennaio 2017  | Solitude    | Stati Uniti | SBX F   | Stati Uniti I Lindsey Jacobellis Rosina Mancari | Francia I Nelly Moenne-Loccoz Chloé Trespeuch  | Italia I Raffaella Brutto Michela Moioli         |
| 19 marzo 2017    | Lackenhof   | Austria     | PSL M/F | Italia I Nadya Ochner Aaron March               | Austria I Daniela Ulbing Andreas Prommegger    | Germania I Carolin Langenhorst Stefan Baumeister |
| 26 marzo 2017    | Veysonnaz   | Svizzera    | SBX M   | Austria I Markus Schairer Alessandro Hämmerle   | Stati Uniti II Jonathan Cheever Mick Dierdorff | Canada I Chris Robanske Kevin Hill               |
| 26 marzo 2017    | Veysonnaz   | Svizzera    | SBX F   | Italia I Raffaella Brutto Michela Moioli        | Francia I Nelly Moenne-Loccoz Chloé Trespeuch  | Canada I Carle Brenneman Tess Critchlow          |

Legenda: 

SBX M = Snowboard cross misto maschile 

SBX F = Snowboard cross misto femminile

PSL M/F = Slalom parallelo misto

### Classifiche

#### A squadre maschile
| Pos. | Squadra        | Punti |
| ---- | -------------- | ----- |
| 1    | Italia I       | 2090  |
| 2    | Austria I      | 2000  |
| 3    | Stati Uniti II | 1760  |
| 4    | Austria II     | 1420  |
| 5    | Stati Uniti I  | 1340  |

#### A squadre femminile
| Pos. | Squadra       | Punti |
| ---- | ------------- | ----- |
| 1    | Francia I     | 2600  |
| 2    | Italia I      | 2400  |
| 3    | Stati Uniti I | 1820  |
| 4    | Canada I      | 1450  |
| 5    | Francia II    | 1100  |

#### Parallelo misto
| Pos. | Squadra     | Punti |
| ---- | ----------- | ----- |
| 1    | Austria I   | 1800  |
| 2    | Italia I    | 1290  |
| 3    | Svizzera II | 1160  |
| 4    | Svizzera I  | 1000  |
| 5    | Germania I  | 960   |